# Крыга (река)
Крыга (укр. Крига) — правый приток реки Вир, протекающий по Сумскому району и Белопольскому району Сумской области Украины.

## География
Длина — 45 км. Русло реки в нижнем течении (восточнее Белополья) находится на высоте 133,8 м над уровнем моря.
Долина трапециевидная. Русло слаборазвитое.
Река течёт с востока на запад в среднем течении отклоняясь на небольшом участке на юг сначала по Сумскому району, затем Белопольскому району (Сумская область). Река берёт начало западнее села Кондратовка (Сумский район). Впадает в реку Вир в городе Белополье (Белопольский район).
На реке есть несколько прудов: в верхнем течении у Ястребиного и Бондаревщины. В нижнем течении реки (после впадения Павловки) пойма с заболоченным участками и тростниковой растительностью. Река берёт начало от множества источников и ручьев (пересыхающих) между Ястребиным и Степовым, и Ястребиным и Кондратовкой.

## Притоки
Левые: ручей Крыга; правые: Павловка.

## Населённые пункты
Населённые пункты на реке от истока к устью:
- Сумский район: Ястребиное, Бондаревщина, Диброва;
- Белопольский район: Речки, Василевщина, город Белополье.